# Glutammato sintasi (ferredossina)
La glutammato sintasi (ferredossina) è un enzima appartenente alla classe delle ossidoreduttasi, che catalizza la seguente reazione:
2 L-glutammato + 2 ferredossina ossidata ⇄ L-glutammina + 2-ossoglutarato + 2 ferredossina ridotta + 2 H+
L'enzima è una flavoproteina contenente cluster ferro-zolfo.